# دریاچه نار
دریاچه نار دریاچه نار (به ترکی: Nar یا Narlı Gölü) یک دریاچه لب شور است که در مرز بین استان آکسارای و استان نیغده در مرکز ترکیه قرار دارد و عمق آن حدود 21 متر و مساحت آن 0.7 کیلومتر مربع است. حوضه دریاچه در نتیجه فعالیت های آتشفشانی تشکیل شده است. به طور خاص به عنوان دریاچه م هنوز فعالیت زمین گرمایی در این منطقه وجود دارد که باعث پیدایش چشمه های آب گرم در اطراف دریاچه شده است. در سال‌های اخیر، آب‌های زمین گرمایی برای استفاده در حمام‌های گرم به هتل‌های مجاور پمپاژ شده‌اند.